# Dlhoňa
Dlhoňa (1927–1948 slowakisch Dolhoňa – bis 1927 Dolhona oder Dolhuna; ungarisch Dolgonya – bis 1907 Dolhonya) ist eine Gemeinde im Nordosten der Slowakei mit 92 Einwohnern (Stand 31. Dezember 2024), die im Okres Svidník, einem Kreis des Prešovský kraj, sowie in der traditionellen Landschaft Šariš liegt.

## Geographie

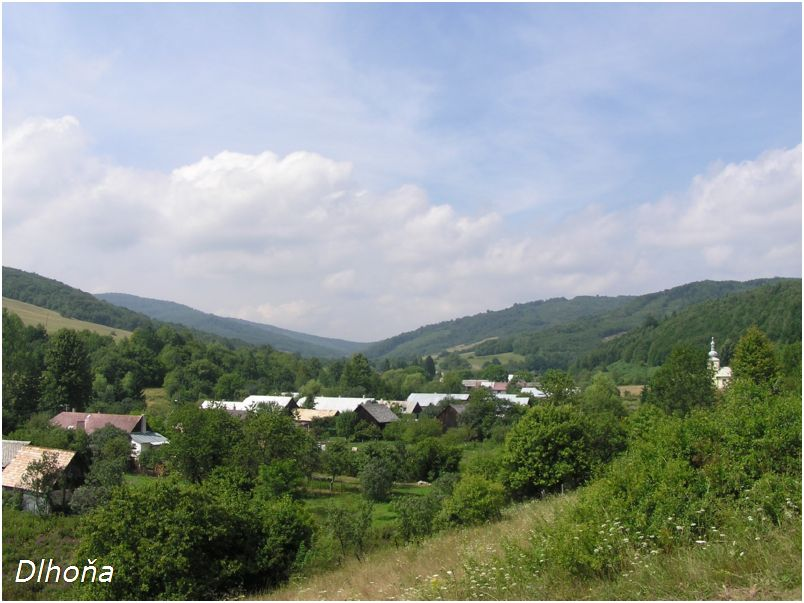
Dlhoňa

Die Gemeinde befindet sich in den Niederen Beskiden im Bergland Ondavská vrchovina und knapp außerhalb der Grenzen des Landschaftsschutzgebiets Východné Karpaty, am Oberlauf des Baches Svidničanka im Einzugsgebiet der Ondava, unweit der Staatsgrenze zu Polen. Das Ortszentrum liegt auf einer Höhe von 348 m n.m. und ist 13 Kilometer von Svidník entfernt (Straßenentfernung).
Nachbargemeinden sind Krempna (Ortschaften Huta Polańska und Polany, PL) im Norden, Vyšná Pisaná im Nordosten, Nižná Pisaná im Osten, Svidnička im Süden, Vápeník im Westen und Havranec im Nordwesten.

## Geschichte
Dlhoňa entstand in der Herrschaft von Makovica zwischen 1573 und 1598 und wurde zum ersten Mal 1618 als Dolhonya schriftlich erwähnt. Im 17. Jahrhundert arbeitete eine Säge im Dorf. Im frühen 18. Jahrhundert wurde Dlhoňa fast verödet.
1787 hatte die Ortschaft 20 Häuser und 123 Einwohner, 1828 zählte man 22 Häuser und 174 Einwohner, die als Schafzüchter tätig waren. Das Gemeindegebiet umfasste im 19. Jahrhundert große Waldflächen.
Bis 1918 gehörte der im Komitat Sáros liegende Ort zum Königreich Ungarn und kam danach zur Tschechoslowakei beziehungsweise zur heutigen Slowakei. Im Zweiten Weltkrieg wurde Dlhoňa im Herbst 1944 schwer beschädigt. Nach dem Zweiten Weltkrieg pendelte ein Teil der Einwohner zur Arbeit in Industriegebiete in der Gegend.

## Bevölkerung
| Jahr                | 1994 | 2004    | 2014    | 2024     |
| ------------------- | ---- | ------- | ------- | -------- |
| Anzahl der Personen | 68   | 69      | 75      | 92       |
| Unterschied         |      | +1,47 % | +8,69 % | +22,66 % |

| Jahr                | 2023 | 2024    |
| ------------------- | ---- | ------- |
| Anzahl der Personen | 89   | 92      |
| Unterschied         |      | +3,37 % |

Gemäß der Volkszählung 2011 wohnten in Dlhoňa 69 Einwohner, davon 63 Slowaken, drei Russinen, zwei Ukrainer und ein Pole. 
59 Einwohner bekannten sich zur orthodoxen Kirche, sieben Einwohner zur römisch-katholischen Kirche und zwei Einwohner zur griechisch-katholischen Kirche. Bei einem Einwohner wurde die Konfession nicht ermittelt.

## Bauwerke und Denkmäler
- Peter-und-Paul-Kirche

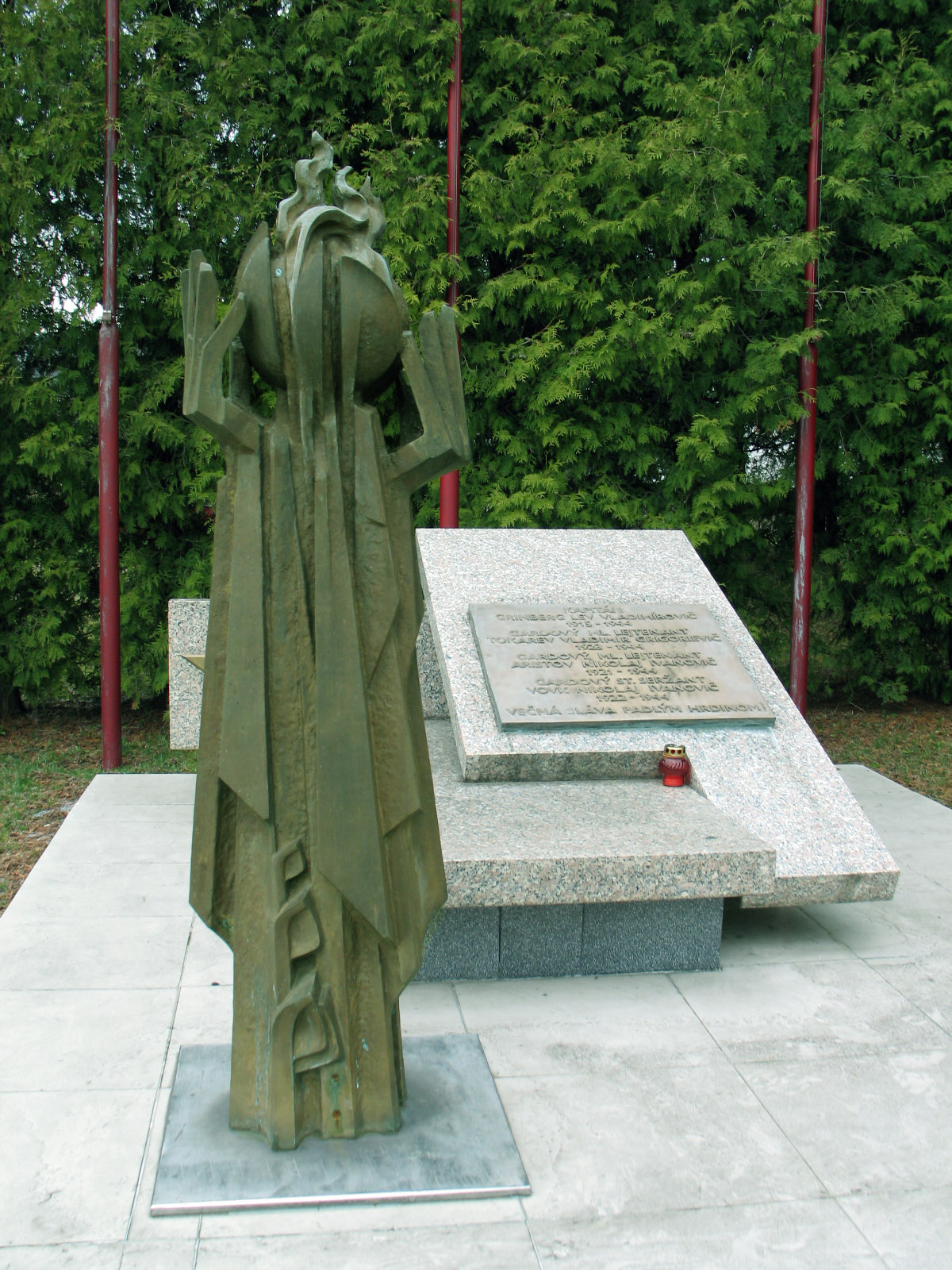
Denkmal

- Denkmal an gefallene sowjetische Flieger

## Verkehr
Durch Dlhoňa verläuft die Cesta III. triedy 3540 („Straße 3. Ordnung“) von Svidnička heraus und weiter nach Havranec.